# Peritus
Peritus (meervoud periti) betekent deskundige. De term wordt vooral gebruikt in de Rooms-Katholieke Kerk voor leden - veelal hoogleraren en andere vakspecialisten - die als deskundige werden uitgenodigd tijdens een concilievergadering, zoals bij het laatst gehouden concilie, het Tweede Vaticaans Concilie  (1962-1965).

## Bekende periti op het Tweede Vaticaans Concilie
- Joseph Ratzinger
- Hans Küng
- Marie-Dominique Chenu
- Yves Congar
- Edward Schillebeeckx (formeel geen peritus)
- Henry van Straelen